# 西田半峰
西田 半峰（にしだ はんぽう、1894年 - 1961年7月26日）は、日本の版画家、画商。三重県一志郡七栗村（現・津市）出身。本名は西田武雄（にしだ たけお）。

## 生涯
6歳の頃、母方の親類の養子となり横浜へと移り、1945年に三重へ疎開するまで関東で過ごす。横浜商業学校に在学中、第8回文部省美術展覧会（文展）に水彩画「倉入れ」が入選。その後、本郷洋画研究所に入りエッチング（銅版画）の画法の研究・普及に熱心に努め、1923年には東京で画廊｢室内社画堂｣を開き、日本で最初の洋画商となり、1932年11月には日本エッチング研究所の名のもと、雑誌｢エッチング｣を創刊・編集したことから「エッチングの父」とも呼ばれる。戦時下に「日本版画」と改題され1945年1月に廃刊になるまで132号を刊行した。この時、日本エッチング研究所も日本版画奉公会と改名し、その略称「版奉」から、「半峰」を号とした。
1945年に東京麹町にあった室内社画堂が戦災にあったことから、三重に疎開し、日本近代美術史の在野研究者として活動。はがき絵の普及を目指し、1952年から1961年に67歳で亡くなる直前まで間に、26,744通のはがき絵を制作し、全国の友人達にはがきを送り続けた。